# とんがりボウシと魔法の町
『とんがりボウシと魔法の町』（とんがりボウシとまほうのまち）は、コナミデジタルエンタテインメントから2012年12月20日に発売されたニンテンドー3DS用ゲームソフト。

## システム
リアルショップダウンロードで現実にあるお店がゲーム内に登場するシステムが追加された。

## 登場人物
新しい住人
アオバ

アン

イッポン

キャシー

サクラ

しんや

スティーブ

ステラ

たこさく

ちよ

ナオミ

ブリッジ

マオジ

ミンミン

メルル

ルチアーノ

レスポ

ロゼ

ロッコモ

ロップ

マネージャー

クーシー